# رحلة الخروج
تعتبر «رحلة الخروج» أول روايةٍ تكتبها فيرجينيا وولف، والتي نشرتها داكورث عام 1915؛ ونشرتها دوران في الولايات المتحدة في عام 1920.

## الإعداد والمسودة الأولى
بدأت وولف العمل على روايتها «رحلة الخروج» في عام 1910 وأنهت المسودة الأولية بحلول عام 1912. كانت الرواية طويلة وعسيرة الاستيعاب ولم تُنشر حتى عام 1915. كتبتها وولف في الفترة التي كانت فيها ضعيفةً نفسيًا. عانت من فترات اكتئاب وحاولت الانتحار في مرحلةٍ ما. احتوى العمل الناتج على بذور كل ما من شأنه أن يزدهر في أعمالها اللاحقة والتي تتلخّص في: أسلوب السرد الإبداعي، والتركيز على الوعي الأنثوي والجنسانية والموت.
في عام 1981، نشرت لويز ديسالفو نسخةً بديلة لرواية «رحلة الخروج» تحمل عنوانها الأصلي، «ميليمبروسيا». عملت البروفيسورة ديسالفو لمدة سبع سنوات في مشروع إعادة صياغة نص الرواية ليكون كما ظهر عند نشره في عام 1912، قبل أن تبدأ وولف بإجراء مراجعاتٍ جدية. نقّحت ديسالفو أكثر من ألف صفحة مخطوطة من الأوراق الخاصة بفيرجينيا، والتي يعود تاريخها إلى الإصدارات السابقة من العمل، ويثبت أدلةً تنظيمية صغيرة مثل لون الحبر المستخدم أو ملاحظة المكان الذي توقّف فيه القلم عند آخر كتابة. يحاول إصدار ديسالفو «ميليمبروسيا» إعادة نصّ الرواية للصياغة التي تصوّرتها وولف في الأصل، والتي تضمّنت تعليقًا سياسيًا أكثر صراحة حول قضايا تتعلّق بالمثلية وحقّ المرأة في التصويت والاستعمار. وفقًا لـديسالفو: «حذّر الزملاء وولف من أن نشر مثل هذا الاتهام الصريح لبريطانيا يمكن أن يكون له تبعاتٌ كارثية على حياتها المهنية حديثة العهد». نُقِّح العمل بإطناب إلى أن أصبحت الرواية كما نعرفها اليوم بعنوان «رحلة الخروج»، والتي تُغفل الكثير من الصراحة السياسية للعمل الأصلي. أعاد الناشر كليس بريس نشر إصدار ديسالفو في عام 2002.

## الحبكة
تشرع رايتشل فينريس في الإبحار لأميركا الجنوبية على متن سفينة والدها وتنطلق في رحلتها لاكتشاف الذات من خلال نوعٍ من أنواع الرحلات الأسطورية الحديثة. يزوّد مزيج الركاب غير المتجانس فيرجينيا وولف فرصةً للتهكّم بالحياة في العصر الإدواردي. تقدّم الرواية شخصية كلاريسا دالواي، الشخصية الرئيسية لرواية وولف اللاحقة، على أنها السيدة دالواي. نسجت وولف شخصيتين أخرتين على غرار شخصيتين بارزتين في حياتها. تُعد شخصية القديس يوحنا هيرست تصويرًا خياليًا لِليتون ستراتشي، وشخصية هيلين أمبروز مستوحاة إلى حد ما من شقيقة وولف، فانيسا بيل. تعكس رحلة رايتشيل من حياة منعزلة في إحدى ضواحي لندن إلى الحرية، متحدّيةً للخطاب الفكري وسعيًا للاكتشاف، رحلة وولف الخاصة من أسرةٍ قمعية إلى التحفيز الفكري لمجموعة بلومزبري.

## التلقّي النقدي
في عام 1926، وصف إدوارد مورغان فورستر الرواية بأنها: «... كتابٌ غريب مأساوي مستوحىً، مسرحه الكائن في أمريكا الجنوبية لا يمكن العثور عليه في أيّ خريطة ولا يمكن الوصول إليها بواسطة قاربٍ لا يطفو على أيّ بحر، في أمريكا التي يمسّ حدودها الروحية ساندو وأتلانتس». عند مراجعته للكتاب قبل عقدٍ من الزمن، كتب: «إنه جبّار بحق ... ههُنا أخيرًا كتاب يحقّق الوحدة تمامًا كما حققته مرتفعات ويذرنغ، ولكن بطريقةٍ مختلفة».
كتبت الباحثة الأدبية فيليس روز في مقدمتها للرواية: «لن يكون هنالك رواية لاحقة تكتبها وولف تستحوذ بطريقةٍ رائعة على حماس الشباب». وكذلك الإثارة وتحدّي الحياة. يقول رجلٌ عجوز في نهاية الكتاب: «ليس من الجبن أن تتمنى العيش». «إنه نقيض الجبن بحق. شخصيًا، أودّ أن أحيا لمئة عام... لأفكر في كل الأشياء التي لا مناص من حدوثها!»

## وصلات خارجية
- رحلة الخروج على موقع الموسوعة البريطانية (الإنجليزية)

كتاب مجاني: The Voyage Out على مشروع غوتنبرغ